# Procureur du bien public

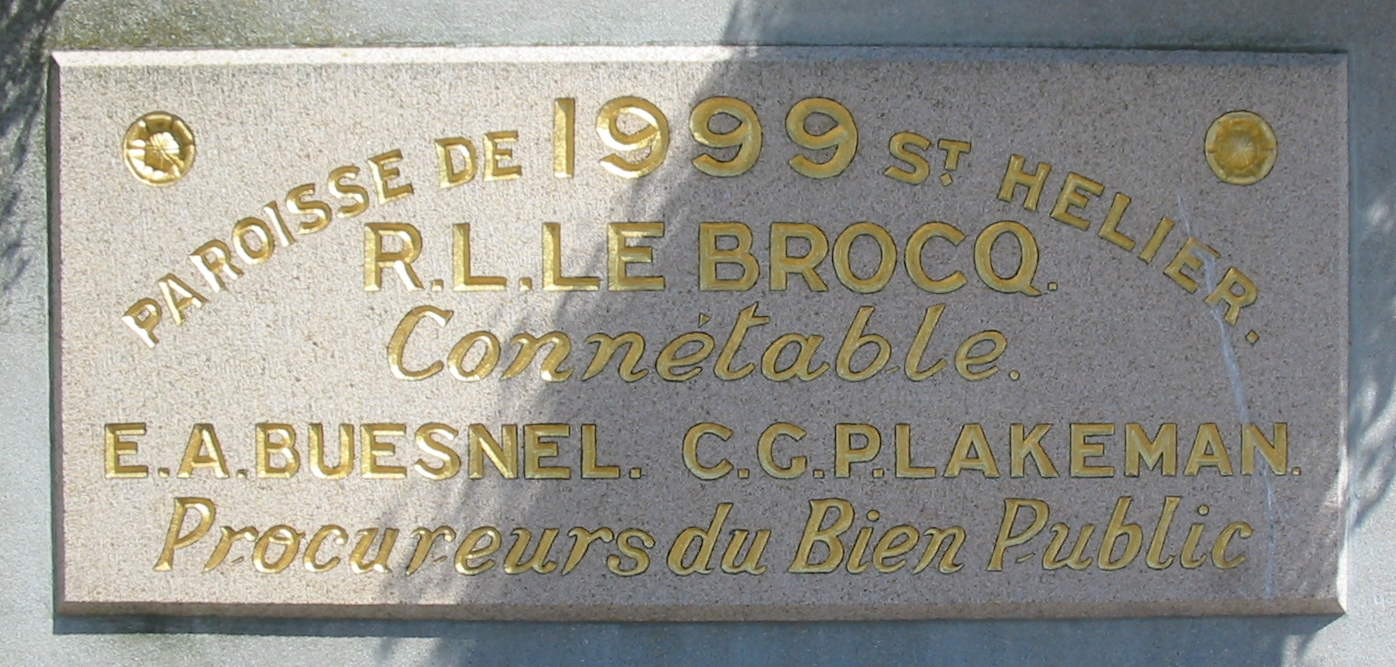
Officiële steen op de oude brandweerkazerne van Saint Helier met de namen van de toenmalige bestuurders, de connétable en de twee procureurs.

Een procureur du bien public (Engels: attorney of the public good) is een juridische en financiële vertegenwoordiger van een gemeente in Jersey. Procureurs worden benoemd voor een periode van drie jaar, via een openbare verkiezing in de gemeente. De functie is vergelijkbaar met een Belgische schepen of een Nederlandse wethouder. 
Er zijn twee procureurs in elke gemeente. Zij ondersteunen de connétable (Engels: constable) bij het bestuur van de gemeente. Hun taak bestaat uit het beheren van de financiën en, indien daartoe gemachtigd door de gemeenteraad, het vertegenwoordigen van de gemeente bij eigendomsoverdracht.